# Miyavizm
A Miyavizm (雅主義; Mijabisugi; Hepburn: Miyabishugi) Miyavi japán rockzenész harmadik nagylemeze, mely 2005. június 1-jén jelent meg. A korlátozott számban kapható „limited edition” verzióban a 11. és 12. dal helyett a Shakespeare ni szaszagu (シェイクスピアに捧ぐ) című dal található meg. A lemez 10. helyet ért el az Oricon slágerlistáján.

## Számlista
Az összes szám szerzője Miyavi. 
| #   | Cím | Hossz |
| --- | --- | ----- |
| 1.  | Szukkjanen Myv: Myv man kosiki oenka (Zenpen) (好っきゃねんMYV～MYVマン公式応援歌～)                                                                                   | 2:25  |
| 2.  | Koi va Push Phone (恋はプッシュホン♪) | 3:59  |
| 3.  | Viva Viva Bebop: Dzsinszei, nakivarai (ビバ★ビバ★ビバップ～人生,泣き笑い～)                                                                                            | 4:13  |
| 4.  | Pop 'n Roll kosien (Baseball) (ポップンロール甲子園(ベースボール)) | 4:17  |
| 5.  | Aho Macuri (阿呆祭-アホまつり-) | 3:56  |
| 6.  | Szai szai szainara bye bye bye (さいさいさいならByebyebye, ft. Psy) | 3:07  |
| 7.  | Ame ni utaeba: Picsi picsi csapu csapu ran ran blues (雨に唄えば～ピチピチチャプチャプランランブルース～)                                                              | 3:39  |
| 8.  | Rock 'N' Roll Is not Dead (邦題:ロックンロールは眠らない) | 3:31  |
| 9.  | Papa mama: Nozomarenu baby (♂パパママ♀～望まれヌBaby～) | 4:03  |
| 10. | Szukkjanen Myv: Myv man kosiki oenka (Kohen) (好っきゃねんMYV～MYVマン公式応援歌～)                                                                                    | 1:58  |
| 11. | Rock no gjakusú: superstar no dzsóken (ロックの逆襲–スーパースターの条件–)                                                                                             | 3:36  |
| 12. | Freedom Fighters: icecream vo otta hadasi no megami to, kikandzsú vo motta hadaka no ószama (Freedom Fighters–アイスクリーム持った裸足の女神と、機関銃持った裸の王様–) | 4:53  |